# 兰州—西宁城际列车
兰州－西宁城际列车是中国铁路运行于甘肃省会兰州至青海省会西宁之间的特快旅客列车，自2001年7月26日起开行，原由兰州铁路局兰州客运段西宁车队负责客运任务，是连接两地最为快捷的直通列车。列车使用双层NZJ2型“金轮号”内燃动车组，每日对开两班，沿兰青铁路运行，途经甘肃、青海两省，全程228公里。其中兰州站至西宁西站下行使用车次为T207及T209次；西宁西站至兰州站上行使用车次为T208及T210次；单向运行时间均在2.5小时以内。兰州－西宁城际列车开行的开行缩短了两省省会之间的距离，为两地旅客提供更加快捷的旅行条件，成为促进两大城市交流的桥梁和纽带。

## 历史
2001年，由大连机车车辆厂、四方机车车辆厂和兰州铁路局联合研制的NZJ2型“金轮号”内燃动车组投入使用，该动车组是在NZJ2型“神州號”柴油動車組的基础上进行高原性增压处理、防风沙设计，可适应中国西部地区的高海拔、大风沙环境。为配合车辆运用，兰州铁路局自2001年7月26日起增开了兰州至西宁的T653/654次及T655/656次共两对特快列车，列车单向运行全程2小时59分，较原来最快的列车压缩45分钟，成为西北地区运行的首列动车组。此前兰州-西宁间有一对201/202次管内特快列车。
2007年4月18日中国铁路实施第六次大面积提速调图后，兰州－西宁城际列车的两对车次变更为T207/208及T209/210次。同时，由于机车动力牵引故障率高，为了确保行车安全，列车常会摘除两端的动车，改由韶山7E型电力机车牵引客车厢运行。2008年12月21日，兰州—西宁城际列车进一步优化运行方案，压缩运行时间半小时左右。
2009年4月1日起，兰州铁路局利用金轮号动车组新增开行兰州-西宁的的T213/214次列车，并重新调整原T207/208、T209/210次两对列车时刻，使得兰州－西宁城际列车达到每日3对。2010年11月9日，为了满足更多的旅客出行需求，兰州铁路局对金轮号动车组亦进行了扩编，双层硬座车体由以前的5节扩编至8节，每日每趟旅客列车增加硬座400个，三对城际旅客列车每日可多满足旅客近2000人。
自2012年7月1日起，因增开北京西－西宁西的T175/176次列车，原T213/214次列车停运，兰州－西宁城际列车由3对调整为2对，并优化了运行时刻。

## 列车编组
原兰州－西宁城际列车使用配属兰州铁路局的双层NZJ2型“金轮号”内燃动车组，采取8节编组，其中双层硬座车5节、双层软座车1节，动力车2节，动力车设于头尾两端，使用带电子燃油喷射技术的16V240ZJE型柴油机，装车功率3310kW，后来由于客流原因，列车车底编组长度达到10节，其中八节为金轮号动车组车底，另外两节其中一节为RZ25T，另外一节为YZ25T，本务由兰局兰段SS7E型电力机车或HXD1D型电力机车牵引，最高运营时速为140km/h。
| 车厢编号 | 1         | 2-6                | 7                  | 8         |
| 车型     | NZJ2 机车 | SYZ25DT 双层硬座车 | SRZ25DT 双层软座车 | NZJ2 机车 |

## 时刻表
- 数据截至2014年4月26日。

| T207次 | T207次 | T207次 | T209次 | T209次 | T209次 | 停靠站 | T208次 | T208次 | T208次 | T210次 | T210次 | T210次 |
| 里程   | 到点   | 开点   | 里程   | 到点   | 开点   | 停靠站 | 到点   | 开点   | 里程   | 到点   | 开点   | 里程   |
| ------ | ------ | ------ | ------ | ------ | ------ | ------ | ------ | ------ | ------ | ------ | ------ | ------ |
| 0      | —      | 07:18  | 0      | —      | 13:12  | 兰州   | 12:45  | —      | 228    | 18:28  | —      | 228    |
| 106    | 08:32  | 08:34  | 106    | 14:23  | 14:25  | 海石湾 | 11:28  | 11:30  | 122    | 17:15  | 17:17  | 122    |
| 228    | 09:45  | —      | 228    | 15:37  | —      | 西宁西 | —      | 10:15  | 0      | —      | 16:02  | 0      |